# Ernst Barlach

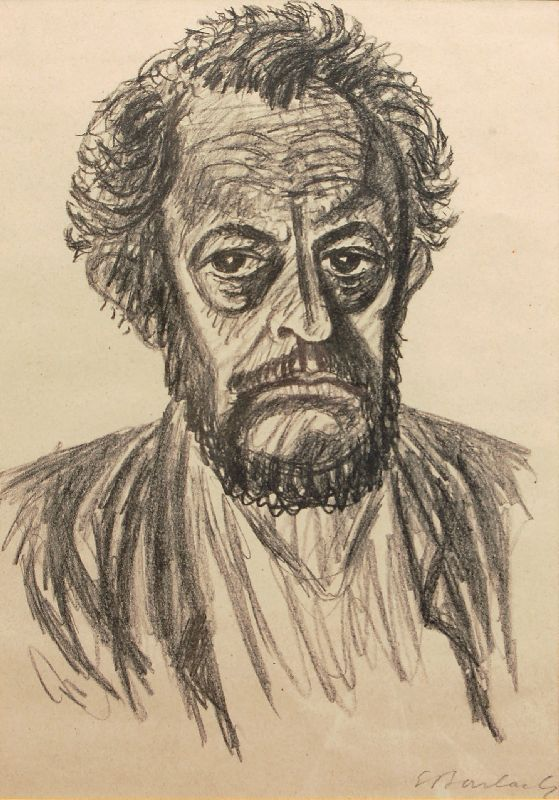
Ernst Barlach, Selbstporträt, 1928

Ernst Heinrich Barlach (* 2. Januar 1870 in Wedel; † 24. Oktober 1938 in Rostock) war ein deutscher Bildhauer, Medailleur, Schriftsteller und Zeichner. Barlach ist besonders bekannt für seine Holzplastiken und Bronzen. Außerdem hinterließ er ein vielgestaltiges druckgraphisches, zeichnerisches und literarisches Werk. Seine künstlerische Handschrift, sowohl in der bildnerischen als auch in der literarischen Arbeit, ist zwischen Realismus und Expressionismus angesiedelt. Seine Werke werden unter anderem von der 1946 gegründeten Ernst Barlach Gesellschaft und vom Ernst-Barlach-Haus in Hamburg erforscht, betreut und ausgestellt.

## Leben und Werk

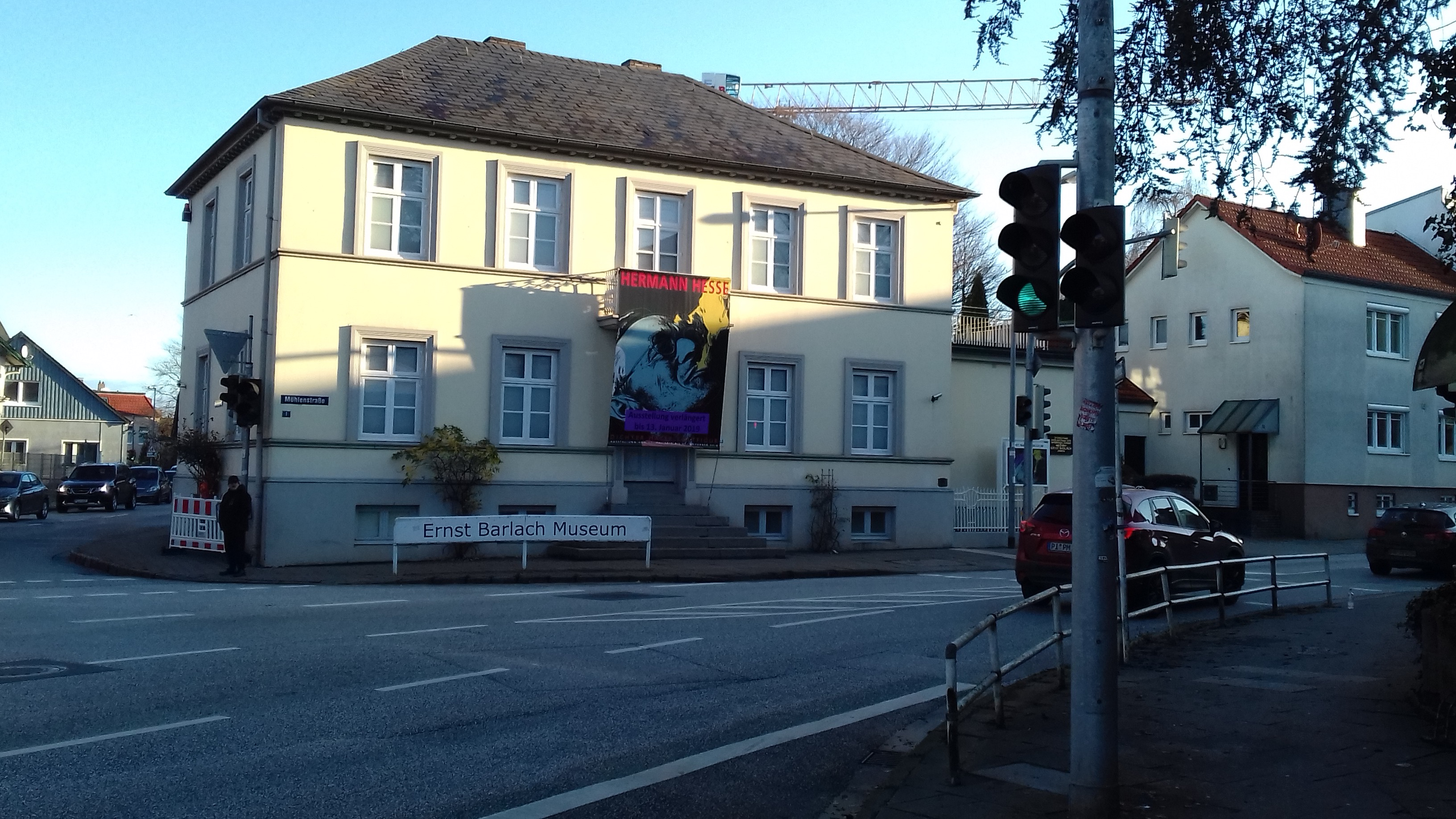
Ernst Barlachs Geburtshaus in Wedel, heute Museum

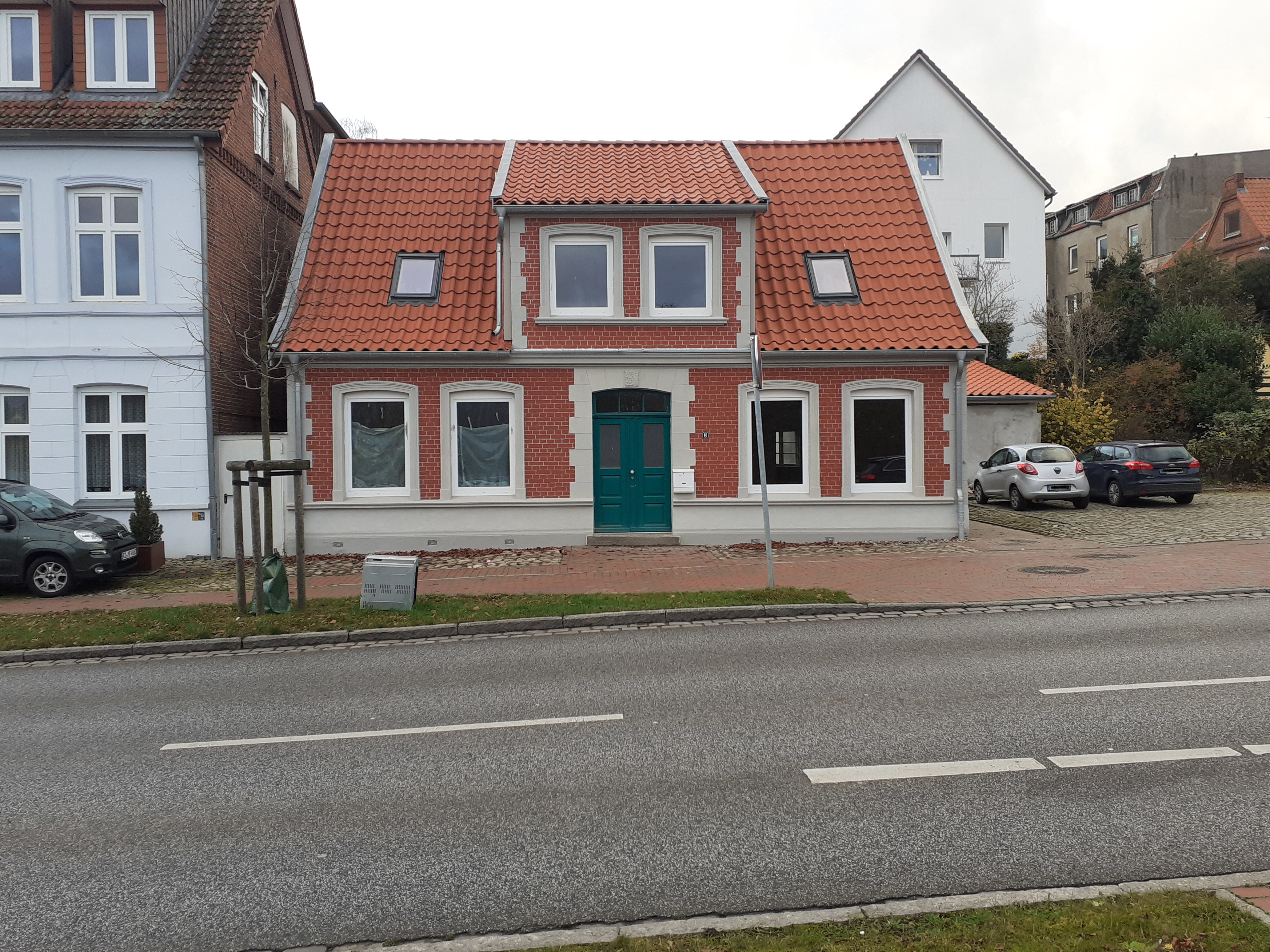
Ratzeburg, Seestraße 6 (2020)

Ernst Barlach war ältester von vier Söhnen des Arztes Georg (Gottlieb) Barlach (1839–1884) und dessen Frau Johanna Louise, geb. Vollert (1845–1920). Einen Großteil seiner Kindheit verbrachte er in Schönberg (Mecklenburg), wo der Vater ab 1872 praktizierte, und ab Herbst 1876 in Ratzeburg. Zu seinem Umzug von Schönberg nach Ratzeburg berichtet Barlach in seinem 1928 erschienenen autobiographischen Werk Ein selbsterzähltes Leben: „...und als später mein ... Vater zu mir sagte: ‚Wir ziehen nun bald nach Ratzeburg‘, da fragte ich hellhörig zurück: ‚Ist das da, wo das schöne Wasser war?‘ - Das war es.“ Demselben Werk lässt sich entnehmen, dass die Familie in Ratzeburg zuerst ein Haus in der Seestraße 6 bezog, aber nach kurzer Zeit schon in „das alte Haus mit dem hohen Dach“ zog, das Barlach später stets sein „altes Vaterhaus“ nannte und in dem sich heute das Ratzeburger Barlachmuseum befindet. Nach dem Tod des Vaters kehrte Barlach als Halbwaise mit der Familie nach Schönberg zurück, wo er die Realschule besuchte.
Bereits in früher Kindheit wurde Barlachs Begabung für sprachliche und bildnerische Gestaltung gefördert.

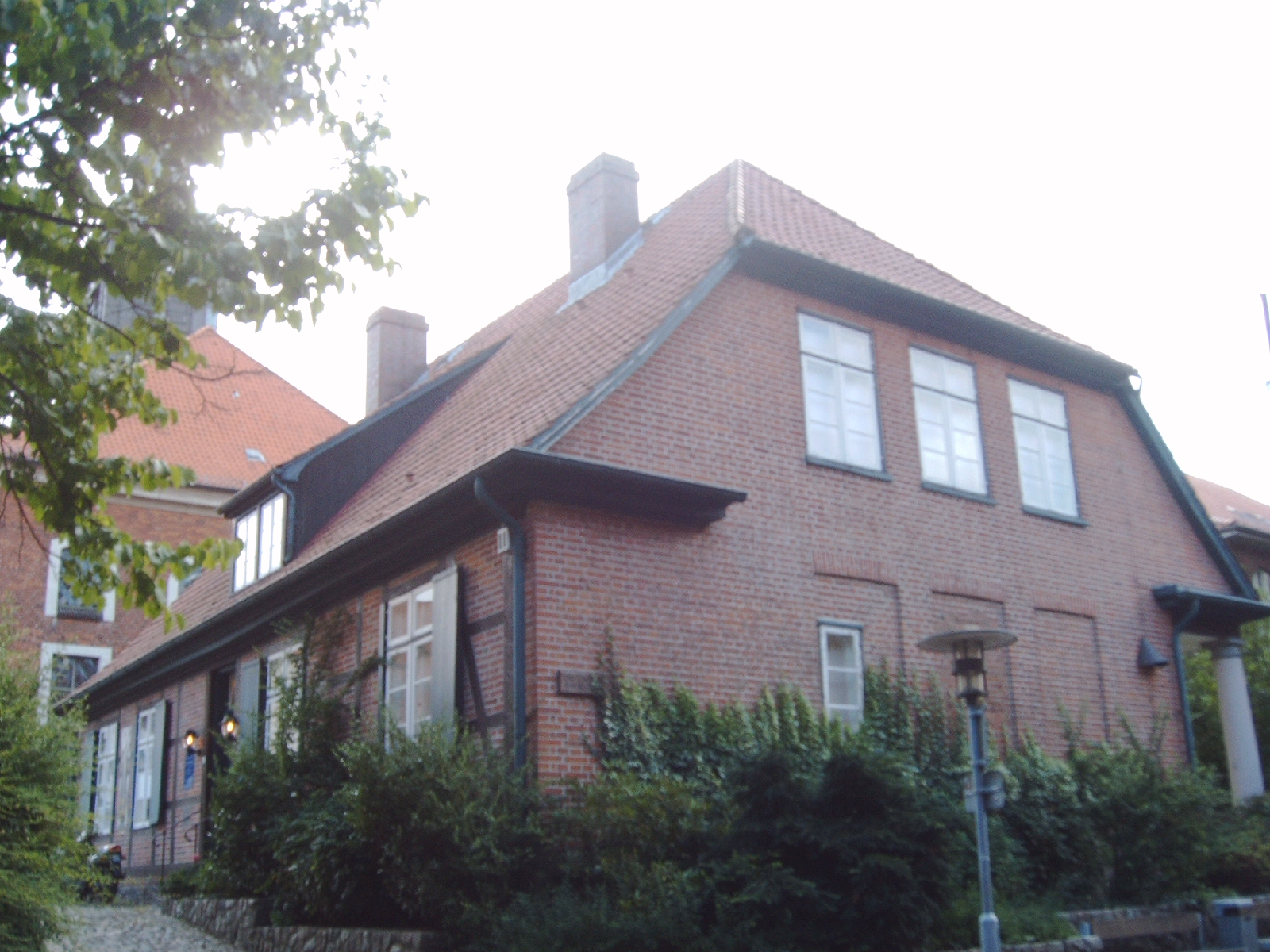
Barlach-Haus in Ratzeburg, 2005

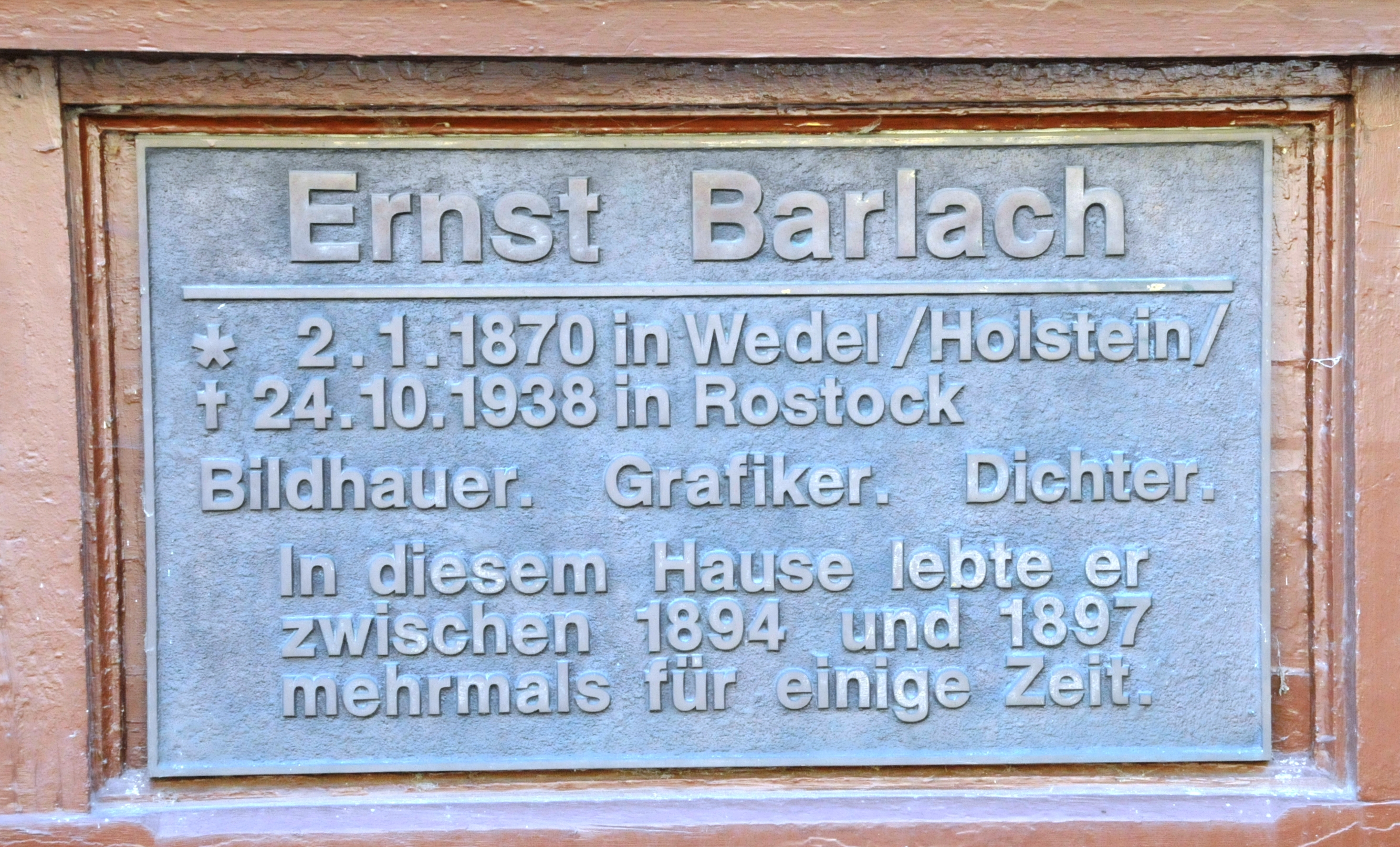
Gedenktafel am Wohnhaus von Barlach in Friedrichroda

Nach dem Kunststudium unter Hornung, Woldemar und dem Bildhauer Richard Thiele an der Hamburger Gewerbeschule, die Vorläuferin der heutigen Hochschule für bildende Künste Hamburg, von 1888 bis 1891 schloss sich ein Studium an der Kunstakademie in Dresden bis 1895 als Meisterschüler bei dem Bildhauer Robert Diez an. Seine Abschlussarbeit dort war Die Krautpflückerin. Es folgte ein zweijähriger Aufenthalt in Paris, wo er hauptsächlich mit schriftstellerischer Arbeit beschäftigt war. Zwischen 1894 und 1897 verbrachte er mehrmals einige Zeit in Friedrichroda, wo er in der Alexandrinenstraße 26 eine Unterkunft hatte.

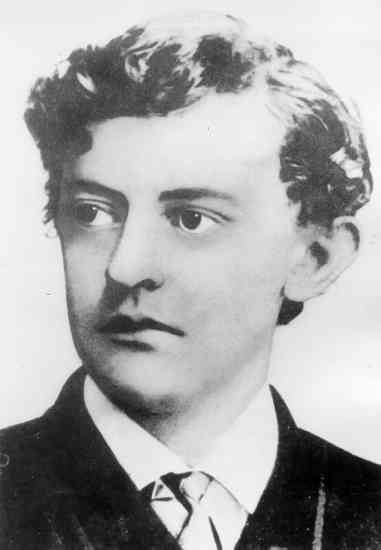
Der junge Ernst Barlach

Ab dem Jahr 1897 arbeitete Barlach zunächst als freischaffender Künstler. So beteiligte er sich 1898 erfolglos an einer Ausschreibung für den Marktbrunnen in Göttingen. 1901 zog er zurück in seine Geburtsstadt Wedel und begann mit ersten dramatischen Versuchen. Auch schuf er vor allem Kleinkeramik für die Töpferwerkstatt Mutz in Altona. 1904 war er für ein halbes Jahr durch Vermittlung von Peter Behrens als Lehrer an der Fachschule für Keramik in Höhr-Grenzhausen (Westerwald) tätig.
Im Jahr 1906 unternahm Barlach eine Reise nach Russland; die Eindrücke des russischen Bauerntums und der Volkskunst sollten seine Skulpturen zukünftig beeinflussen. Im selben Jahr wurde er Vater eines Sohnes, Nikolaus (Klaus), aus der kurzen Beziehung mit der Näherin Rosa Schwab, die ihm auch Modell gestanden hatte. Nach zweijähriger gerichtlicher Auseinandersetzung erhielt er als Vater das Sorgerecht. 1907 stellte Barlach im Frühjahrssalon der Berliner Secession die von Richard Mutz geschaffenen farbigen Terrakotten Russische Bettlerin mit Schale und Blinder russischer Bettler aus.
Barlach lebte von Februar bis November 1909 als Stipendiat in der Villa Romana in Florenz.

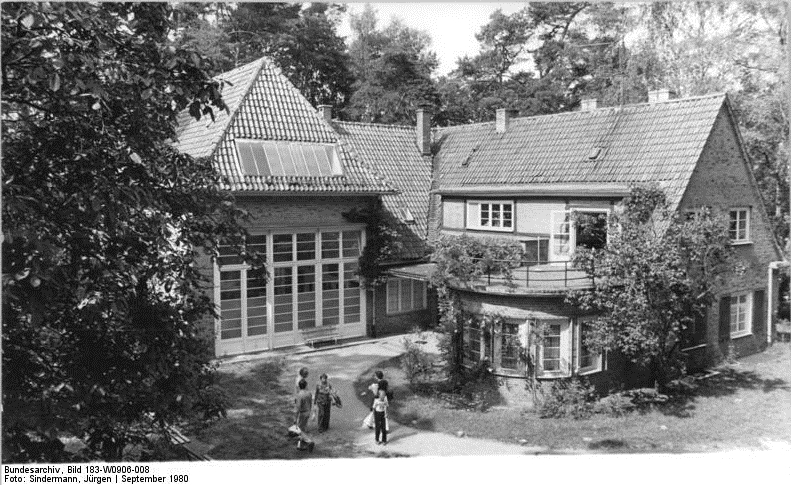
Barlach-Werkstatt am Inselsee in Güstrow, 1980

Bereits Barlachs frühe Arbeiten setzen sich mit dem Menschen, seinen Lebensbedingungen und seinen Haltungen zum Leben auseinander. Ab 1910 nahm er regelmäßig an Ausstellungen der Berliner Secession, des Sonderbundes und beim Kunstsammler Paul Cassirer in Berlin teil. Seit diesem Jahr lebte Barlach gemeinsam mit seiner Mutter Louise († 1920) und seinem Sohn Klaus in Güstrow (Mecklenburg), wo er sich nach seinen Bedürfnissen ein von Adolf Kegebein entworfenes Atelier und Wohnhaus am Inselsee bauen ließ. Hier entstanden seine Hauptwerke. In Güstrow traf er 1914 auch zum ersten Mal Friedrich Schult; daraus entwickelte sich später eine lebenslange Freundschaft. In den Gesprächen machte Barlach auch die Aussage: „Zu jeder Kunst gehören zwei: einer, der sie macht, und einer, der sie braucht.“
Nach seiner Einberufung 1915 zum Landsturm beschäftigte er sich besonders mit dem Thema Krieg.
1925 wurde er Ehrenmitglied der Akademie der Bildenden Künste München.
Nachdem sich das mit Barlach befreundete Ehepaar Bernhard A. Böhmer (Kunsthändler) und dessen Frau Marga (Bildhauerin) 1927 getrennt hatte, wurde Marga Böhmer bis zu seinem Tod seine Lebensgefährtin und danach seine Nachlassverwalterin.
In kurzen Abständen entstanden seine Dramen Der tote Tag (1912), Der arme Vetter (1918), Die echten Sedemunds (1920), Der Findling (1922), die Sündflut (1924), Der blaue Boll (1926); 1927 arbeitete er am Drama Der Graf von Ratzeburg.
1922 wurde in Kiel das erste Ehrenmal Schmerzensmutter eingeweiht. Das Gefallenen-Ehrenmal Der Schwebende im Güstrower Dom entstand 1927. In Der Schwebende soll Barlach die Gesichtszüge seiner Künstlerkollegin Käthe Kollwitz verarbeitet haben. Bereits ein Jahr später wurde vor der Kieler Universitätskirche der Geistkämpfer aufgestellt, 1929 folgte das Ehrenmal im Magdeburger Dom. Im Jahr 1931 entstand das von dem Steinmetz Friedrich Bursch, der für Barlach 1921 auch das Grabmal Mutter Erde angefertigt hatte, gefertigte Hamburger Ehrenmal.
Barlach gehörte zu den 37 Unterzeichnern des Aufrufs der Kulturschaffenden vom 19. August 1934, in dem er bekannte, in „Vertrauen und Treue zu ihm (Adolf Hitler) zu stehen.“
Barlach erlag in der Rostocker St.-Georg-Klinik einem Herzinfarkt. Er wurde in der Grabstätte der Familie Barlach auf dem „Vorstadtfriedhof“ (Friedhof an der Seedorfer Straße) in Ratzeburg begraben. Auf der Grabstätte befindet sich die Skulptur „Der singende Klosterschüler“ (1931).
Ernst Barlach war der Großvater des Unternehmers und Galeristen Hans Barlach.

## Verfemung Barlachs und seiner Werke im NS-Staat

### Maßnahmen des NS-Staates gegen den Künstler
Im Nationalsozialismus wurden der Künstler und seine Werke als „entartet“ verfemt. Der Entwurf einer Pietà für Stralsund war bereits 1932 wegen Anfeindungen aus nationalsozialistischen Kreisen nicht mehr zur Vollendung gekommen. Die gegen Barlach entfachte Rufmordkampagne führte 1934 zur Magazinierung des Magdeburger Ehrenmals. 1937 wurden der Kieler Geistkämpfer und der Güstrower Schwebende entfernt. Obwohl 1941 eingeschmolzen, „überlebte“ das mecklenburgische Totenmal: Freunde konnten das Original-Werkmodell retten und einen Zweitguss herstellen lassen, den Hugo Körtzinger bis zum Kriegsende in Schnega versteckte. Die von ihm verkaufte Skulptur hängt seit 1952 in der Kölner Antoniterkirche. Die Domgemeinde Güstrow erhielt einen von diesem Exemplar abgenommenen Guss 1953 als Geschenk.
1938 folgte die Entfernung des Reliefs Trauernde Mutter mit Kind vom Hamburger Ehrenmal und der erzwungene Austritt Barlachs aus der Preußischen Akademie der Künste. Im Jahr zuvor hatte ihn die Reichskammer der Bildenden Künste mit einem Ausstellungsverbot belegt.
Barlachs Werke erfuhren eine systematische Entfernung aus öffentlichen Sammlungen und zählten zu Objekten der Raubkunst. Geschädigte waren insbesondere jüdische Sammler, darunter Robert Graetz (1878–1945), Arthur Kaufmann, Max Silberberg und Paul Westheim.

### Beschlagnahme von Kunstwerken aus Museen und Sammlungen
In der konzertierten Aktion „Entartete Kunst“ 1937 wurden zahlreiche Werke Barlachs beschlagnahmt. Die Datenbank zum Beschlagnahmeinventar der Aktion führt 647 Kunstwerke aus folgenden Institutionen auf: Städtisches Museum Aachen, Kronprinzenpalais der Nationalgalerie Berlin, Kupferstichkabinett Berlin, Städtisches Kunsthaus Bielefeld, Schlesisches Museum der Bildenden Künste Breslau, Kunsthütte Chemnitz, Städtische Kunstsammlung Chemnitz, Hessisches Landesmuseum Darmstadt, Kupferstichkabinett Dresden, Skulpturensammlung Dresden, Kunstsammlung der Stadt Düsseldorf, Städtische Kunstsammlung Duisburg, Museen der Stadt Erfurt, Museum Folkwang Essen, Kunstgewerbemuseum Flensburg, Städelsches Kunstinstitut und Städtische Galerie Frankfurt/Main, Städtische Kunstsammlung Gelsenkirchen, Akademische Kunstsammlung Greifswald, Kunsthalle Hamburg, Kestner-Museum Hannover, Provinzialmuseum Hannover, Pfälzisches Gewerbemuseum Kaiserslautern, Staatliche Kunsthalle Karlsruhe, Kunsthalle zu Kiel, Wallraf-Richartz-Museum Köln, Kunstsammlung der Stadt Königsberg, Staatliches Meisteratelier Königsberg, Museum der bildenden Künste Leipzig, Museum Behnhaus Lübeck, Kaiser-Friedrich-Museum Magdeburg, Städtische Kunsthalle Mannheim, Städtisches Museum Mülheim a. d. Ruhr, Bayerische Staatsgemäldesammlung München, Staatliche Graphische Sammlung München, Städtische Galerie Nürnberg, Landesmuseum Oldenburg, Städtisches Museum Rostock, Staatliches Museum Saarbrücken, Staatliches Museum Schwerin, Museum für Kunst und Kunstgewerbe Stettin, Württembergische Staatsgalerie Stuttgart, Stadtmuseum Ulm, Schlossmuseum Weimar, Städtische Bildergalerie Wuppertal-Elberfeld, König-Albert-Museum Zwickau.

## Ehrungen
- 1909: Villa-Romana-Preis, verbunden mit einem Stipendium in Florenz
- 1924: Kleist-Preis
- 1925: Ehrenmitglied der Kunstakademie München
- 1931: Ehrenmitglied des Vereins deutscher Buchkünstler
- 1933: Pour le mérite für Wissenschaften und Künste
- 1936: Ehrenmitglied der Wiener Secession
- 1936: Ehrenmitglied des Künstlerverbandes Österreichischer Bildhauer der Akademie der bildenden Künste Wien

### Postum
- 1996: Ein Asteroid wurde nach ihm benannt: (6428) Barlach
- 2010: Ehrenbürger der Stadt Güstrow

## Nachlass und Museen
Die Ernst-Barlach-Stiftung in Güstrow bewahrt und pflegt wesentliche Teile des Barlach-Nachlasses und macht sie durch museale Präsentation der Öffentlichkeit zugänglich.

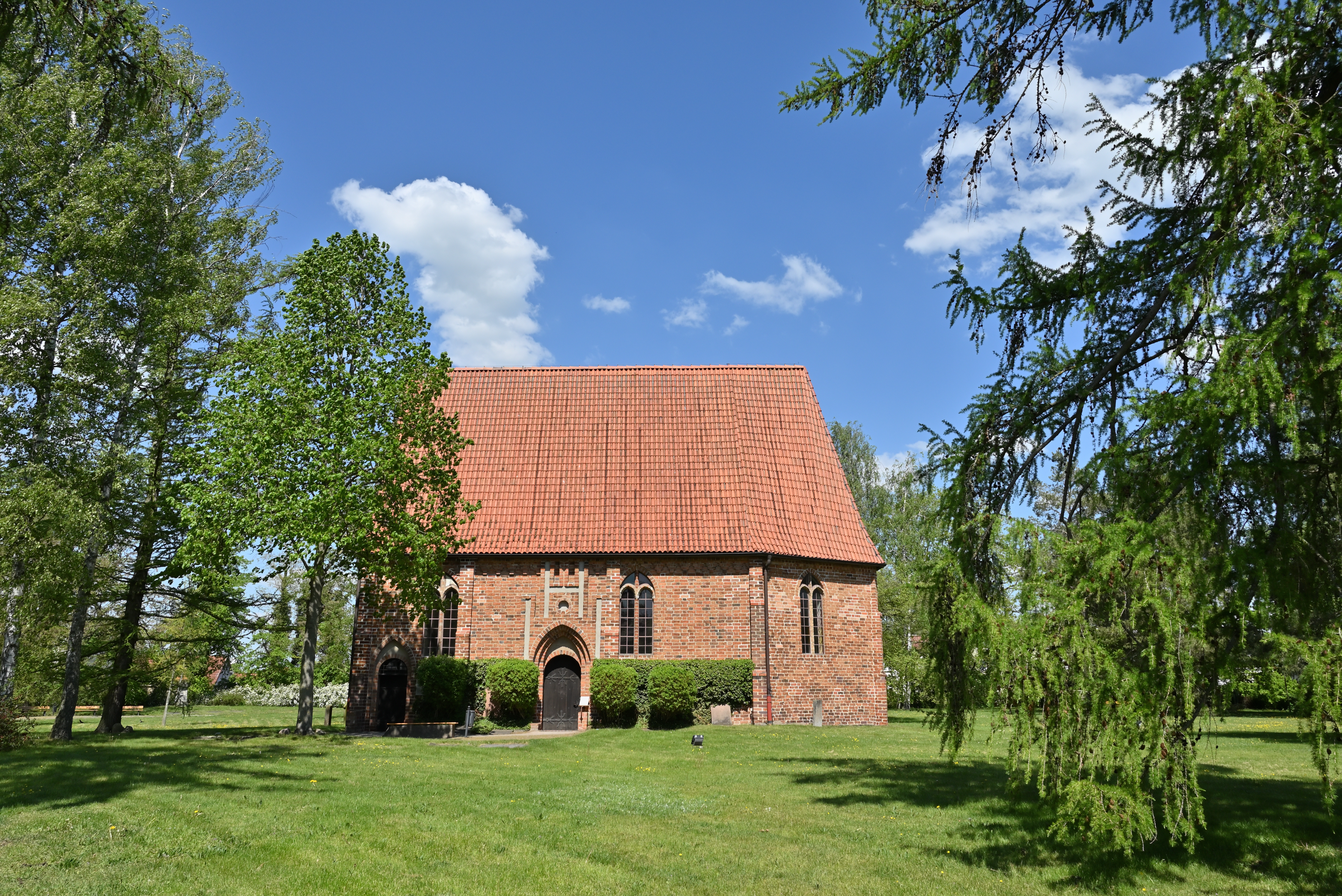
Gertrudenkapelle in Güstrow

1953 konnte die Güstrower Gertrudenkapelle als erstes Barlachmuseum eröffnet werden. Es folgten Gedenkstätten/Personalmuseen in Ratzeburg, Hamburg, erneut Güstrow (Atelier im Heidberg) und das Ernst-Barlach-Museum im Geburtshaus in Wedel/Holstein.
Ein Großteil seiner Werke befindet sich heute in Güstrow – in seinem Atelier am Inselsee, in der Gertrudenkapelle und im Güstrower Dom –, in den Museen der Hamburger Ernst Barlach Gesellschaft, in den Ernst Barlach Museen in Ratzeburg und Wedel sowie im Ernst Barlach Haus in Hamburg. Auch das Staatliche Museum Schwerin besitzt Skulpturen von Ernst Barlach.

## Postume Ausstellungen (unvollständig)
Im Oktober/November 1945 fand in Rostock die erste Barlach-Ausstellung nach dem Ende des NS-Regimes statt. 1951/1952 richtete die Deutsche Akademie der Künste eine Barlach-Ausstellung aus.
Einige seiner Werke wurden auf der documenta 1 (1955) und der documenta III (1964) in Kassel gezeigt. Das Leopold Museum in Wien zeigte 2009 eine Retrospektive seiner Arbeiten.
Am 19. September 2012 öffnete in Münster mit fast 500 Exponaten „die größte Barlach-Ausstellung seit langem“, vorbereitet vom Evangelischen Kirchenkreis Münster in Zusammenarbeit mit der Ernst Barlach-Gesellschaft.
Das Albertinum Dresden zeigte vom 8. August 2020 bis zum 10. Januar 2021 die Ausstellung Ernst Barlach zum 150. Geburtstag. Eine Retrospektive.

## Werke

Galerie
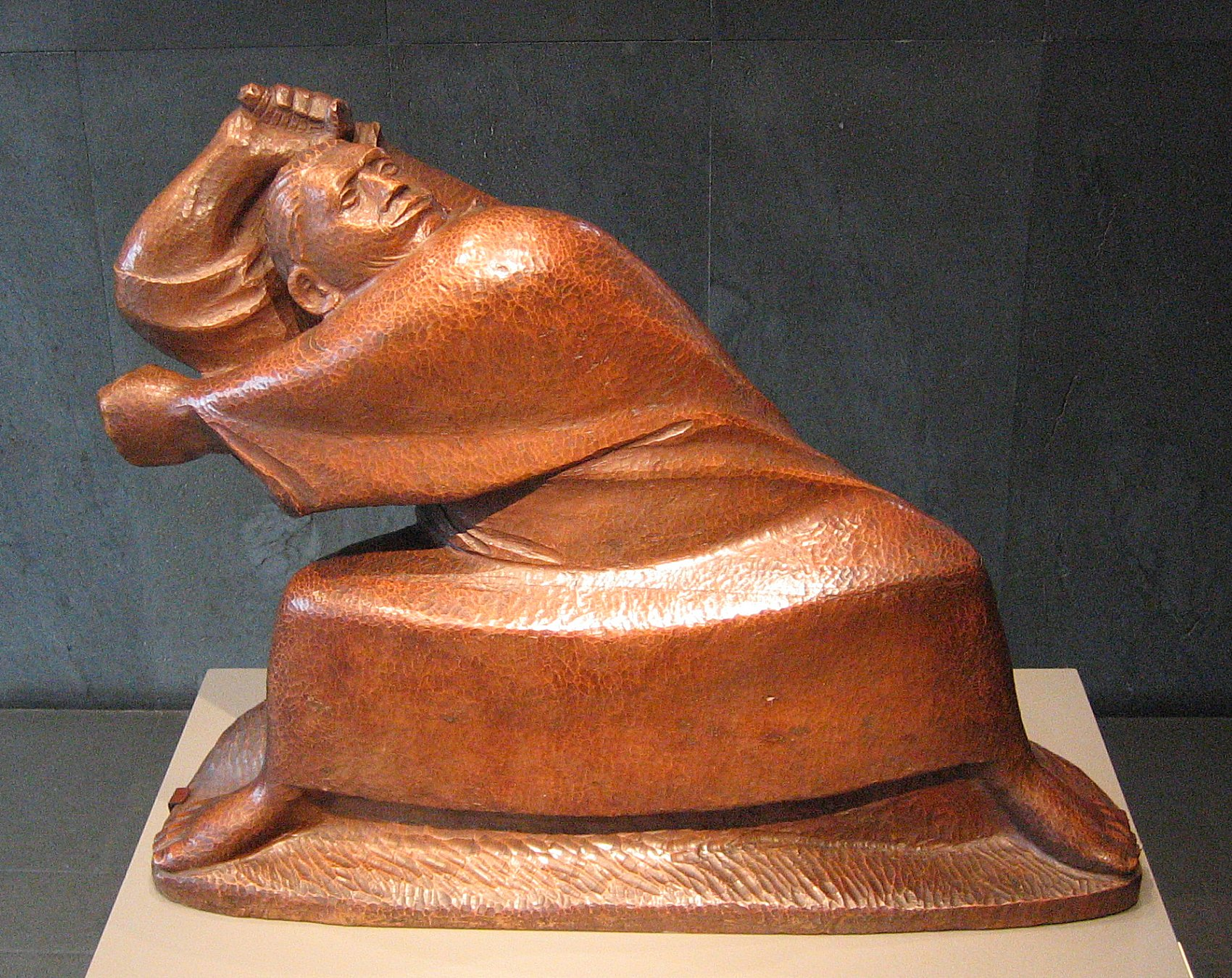
Der Berserker (1910)
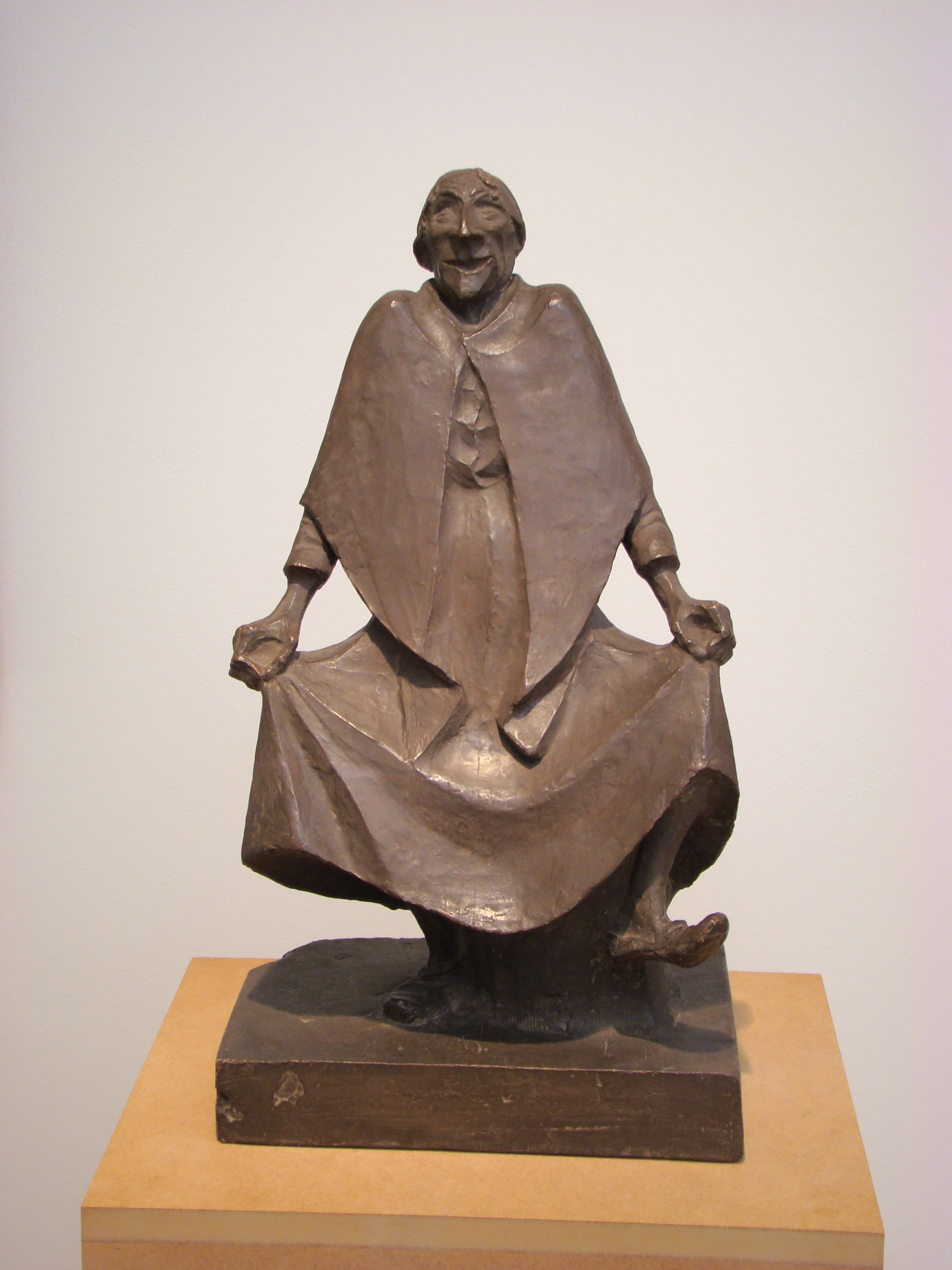
Tanzende Alte (1920), Museum der bildenden Künste, Leipzig
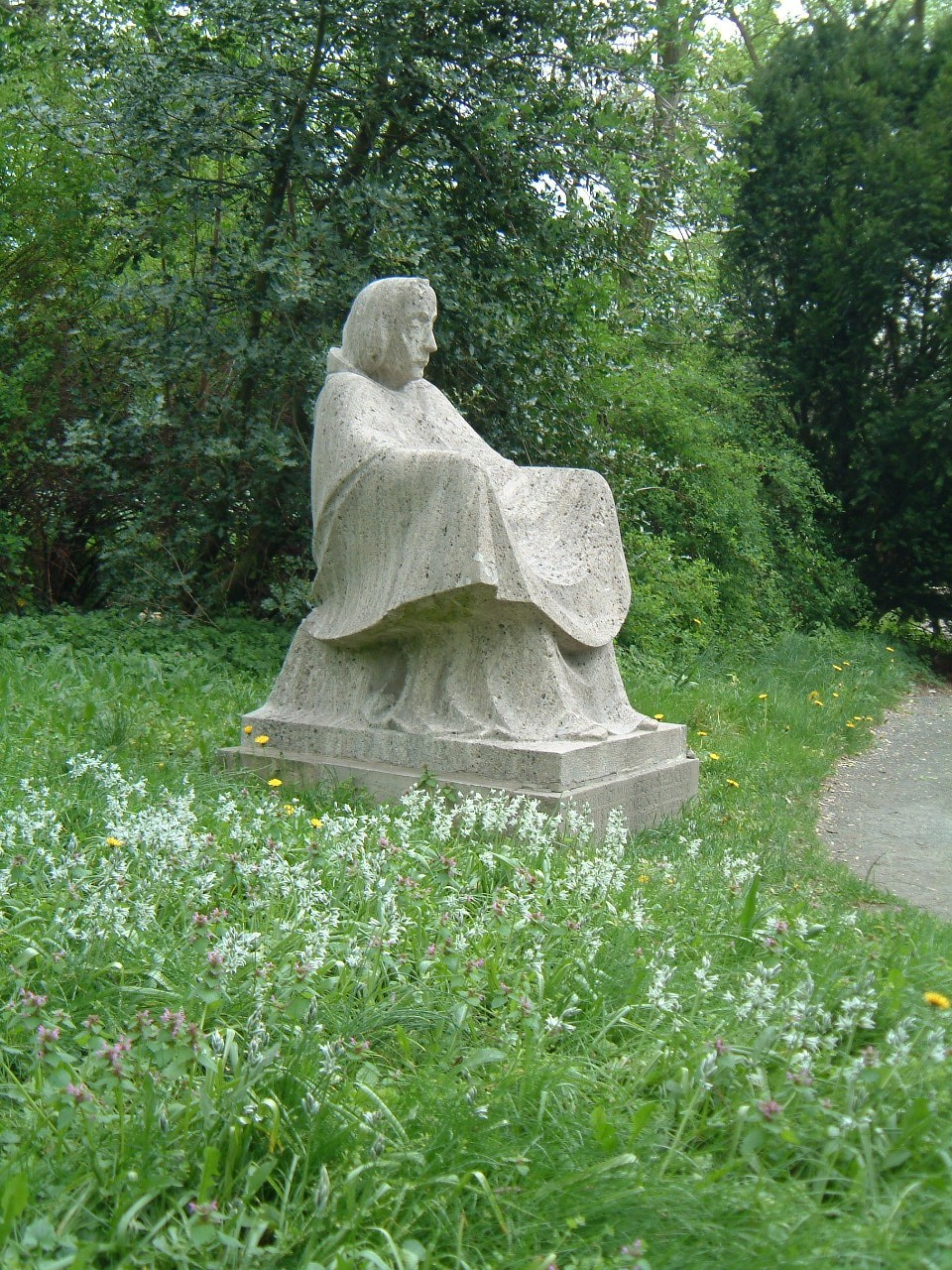
Mutter Erde (1920) im Park der Gertrudenkapelle in Güstrow
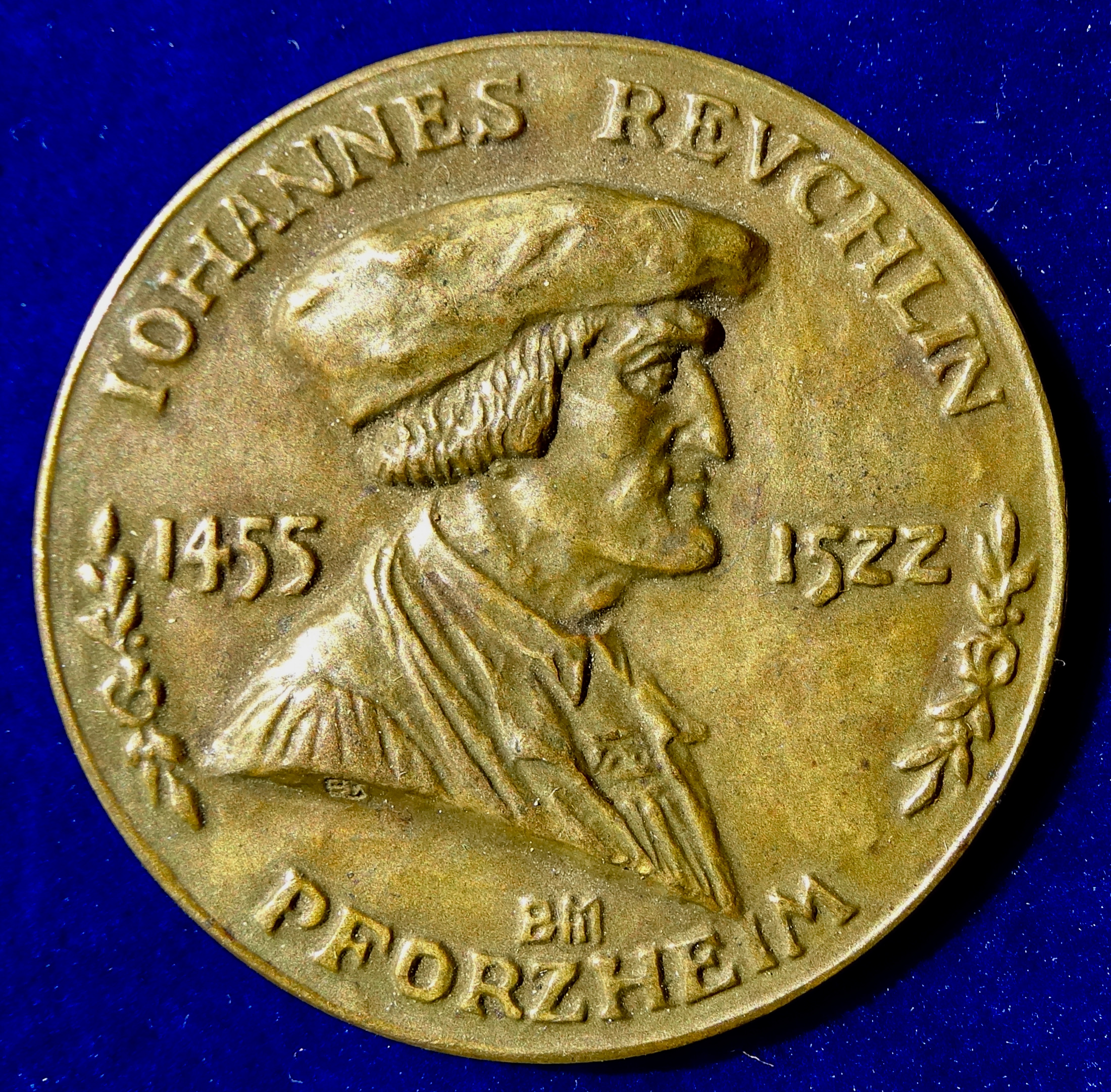
Johannes Reuchlin Medaille zum 400. Todestag 1922, Vorderseite
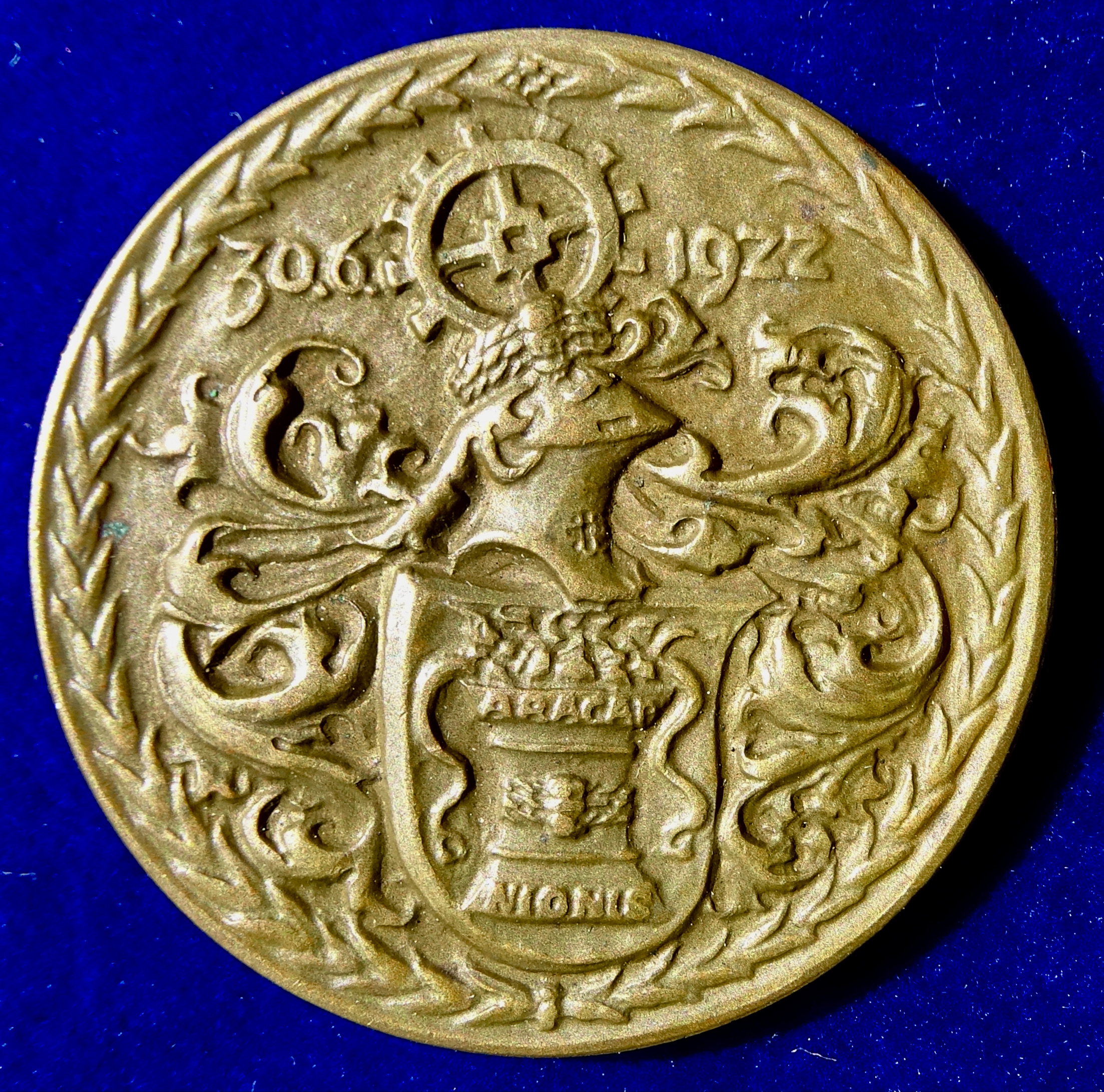
Johannes Reuchlin, die Rückseite der Medaille von 1922
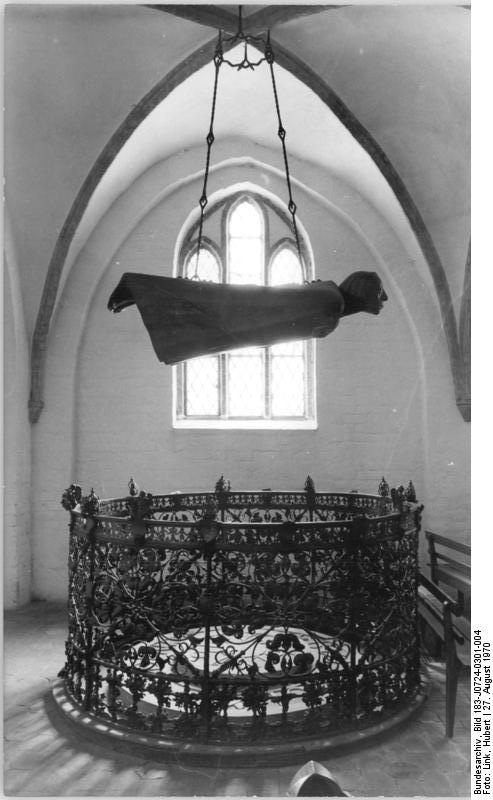
Der Schwebende (1927/1953) im Dom zu Güstrow
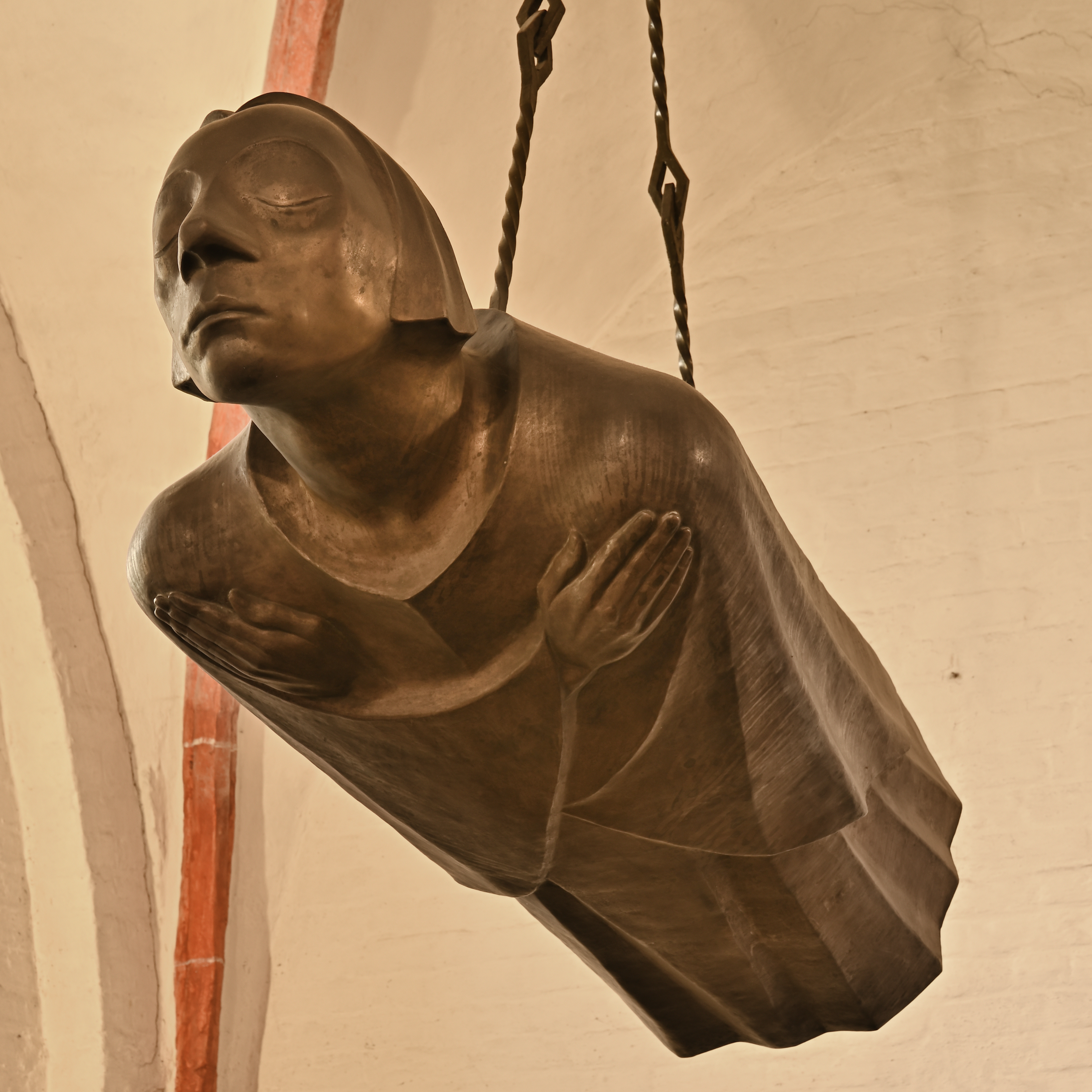
Der Schwebende, auch Güstrower Ehrenmal, Güstrower Dom (1927)
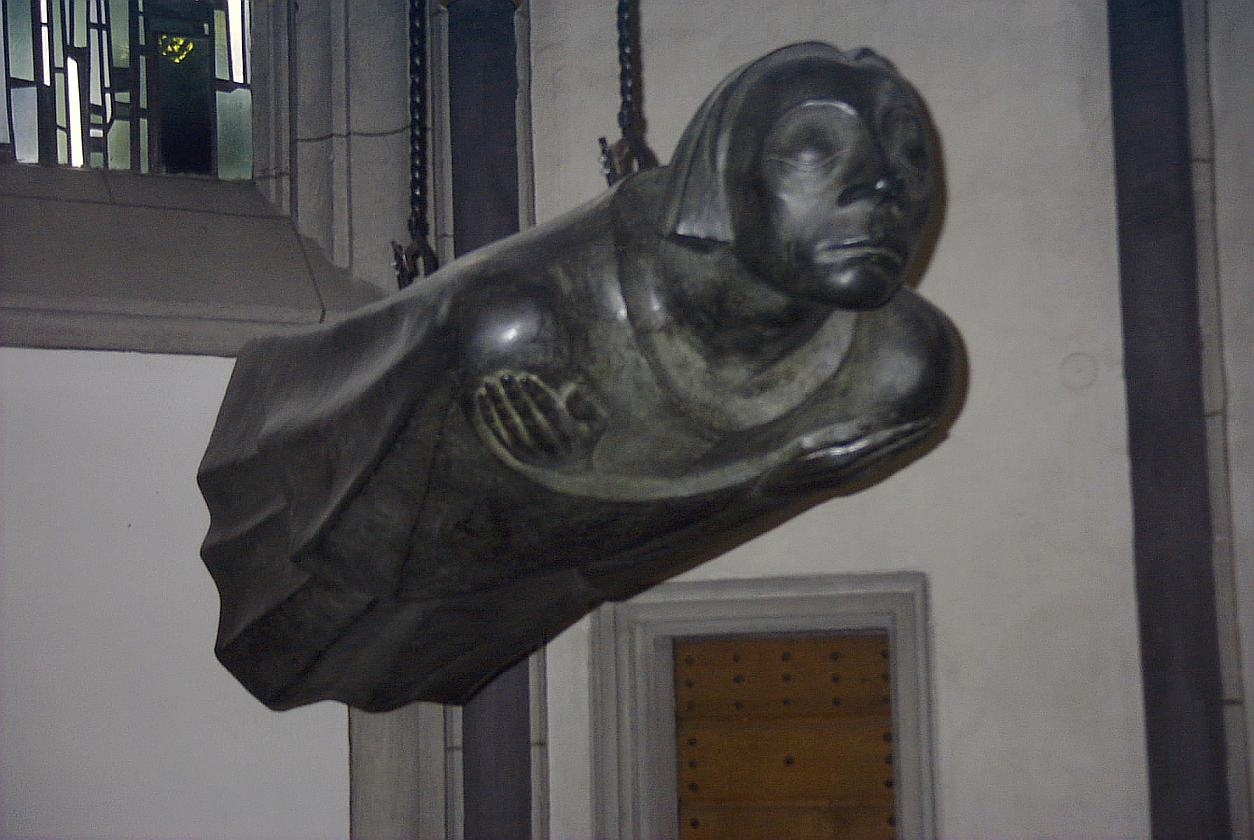
Der Schwebende im Nordschiff der Antoniterkirche Köln.
Geistkämpfer (1928) an der St.-Nikolaikirche in Kiel
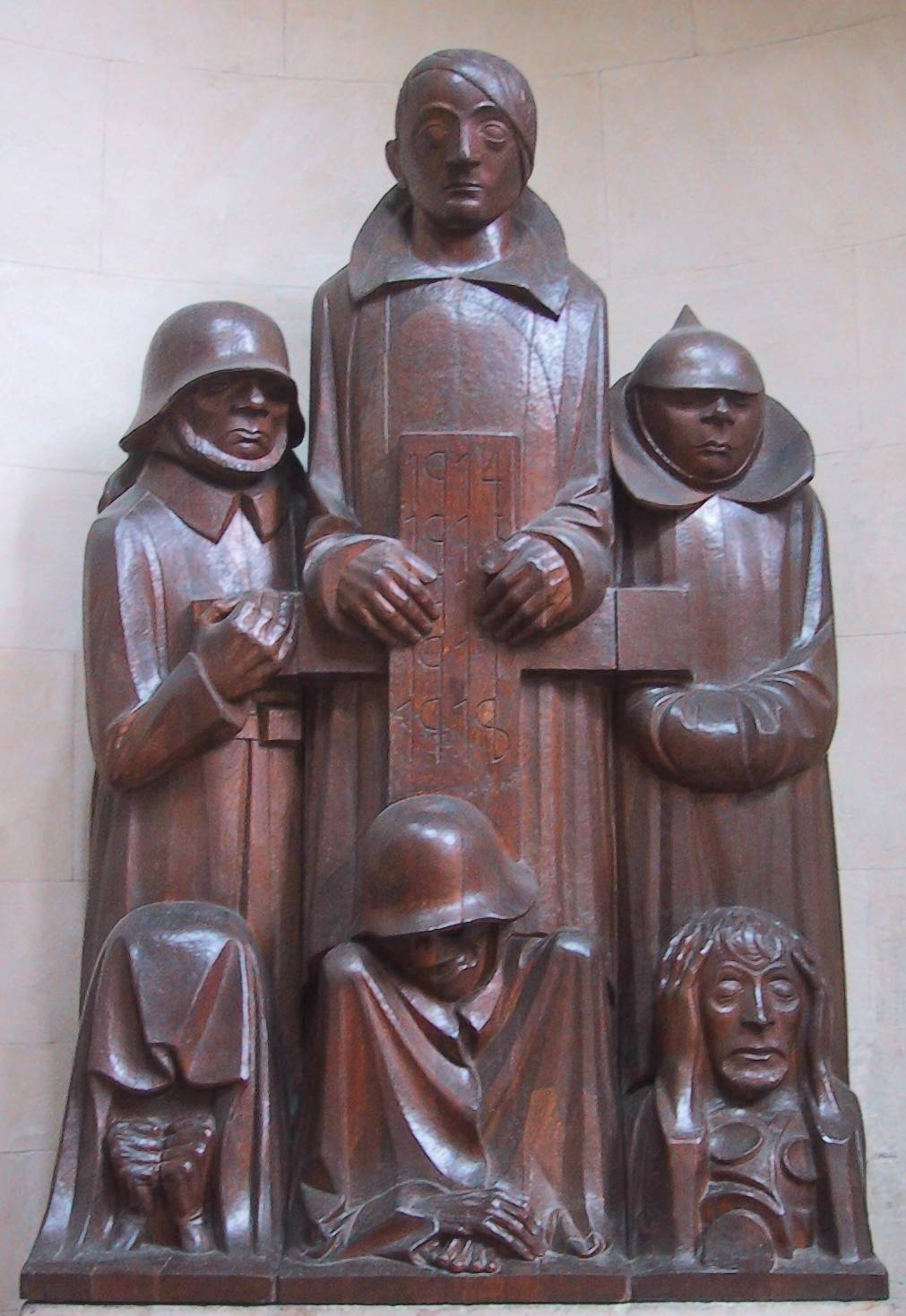
Magdeburger Ehrenmal (1928/1929)
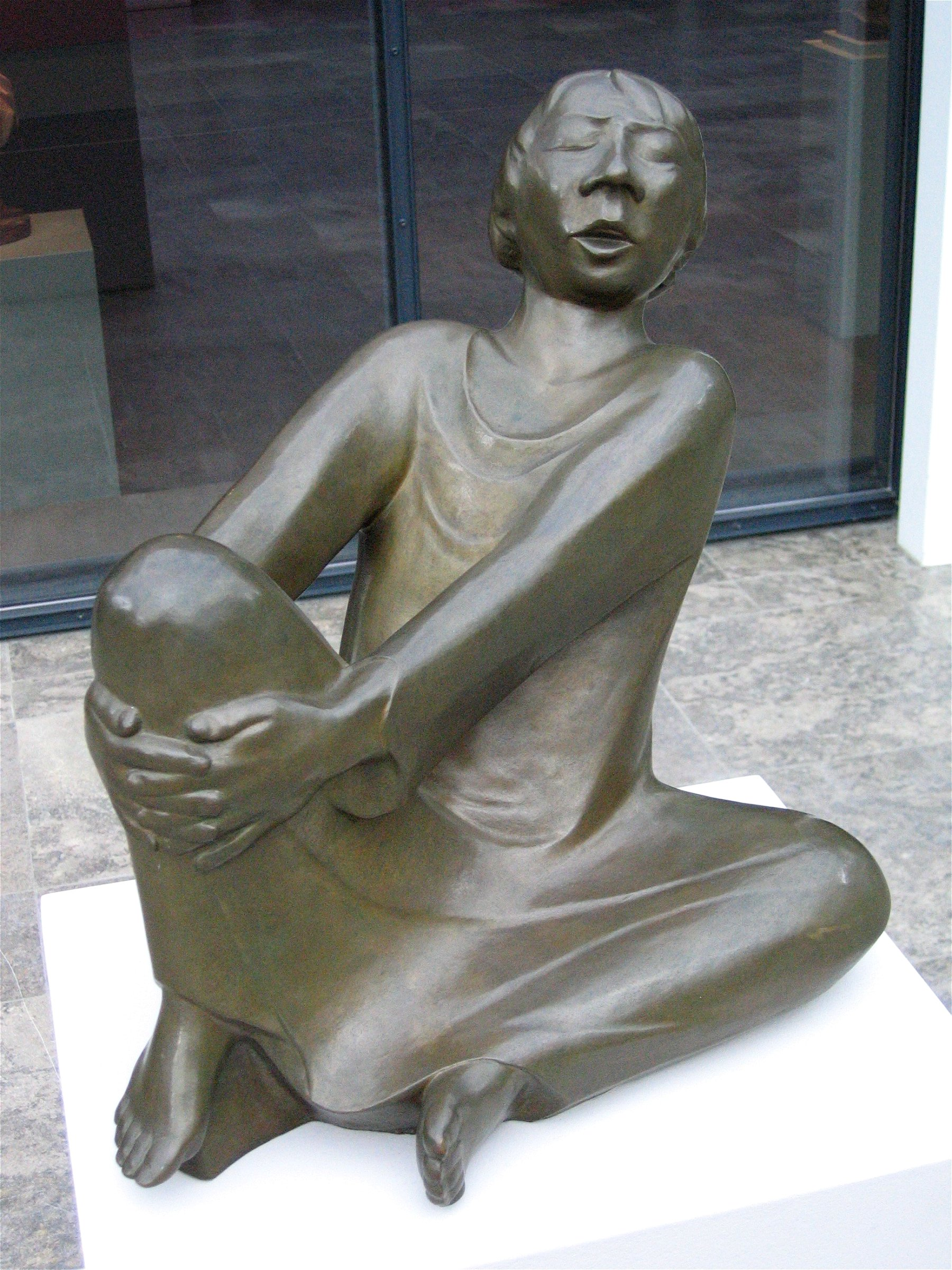
Der singende Mann (1928)
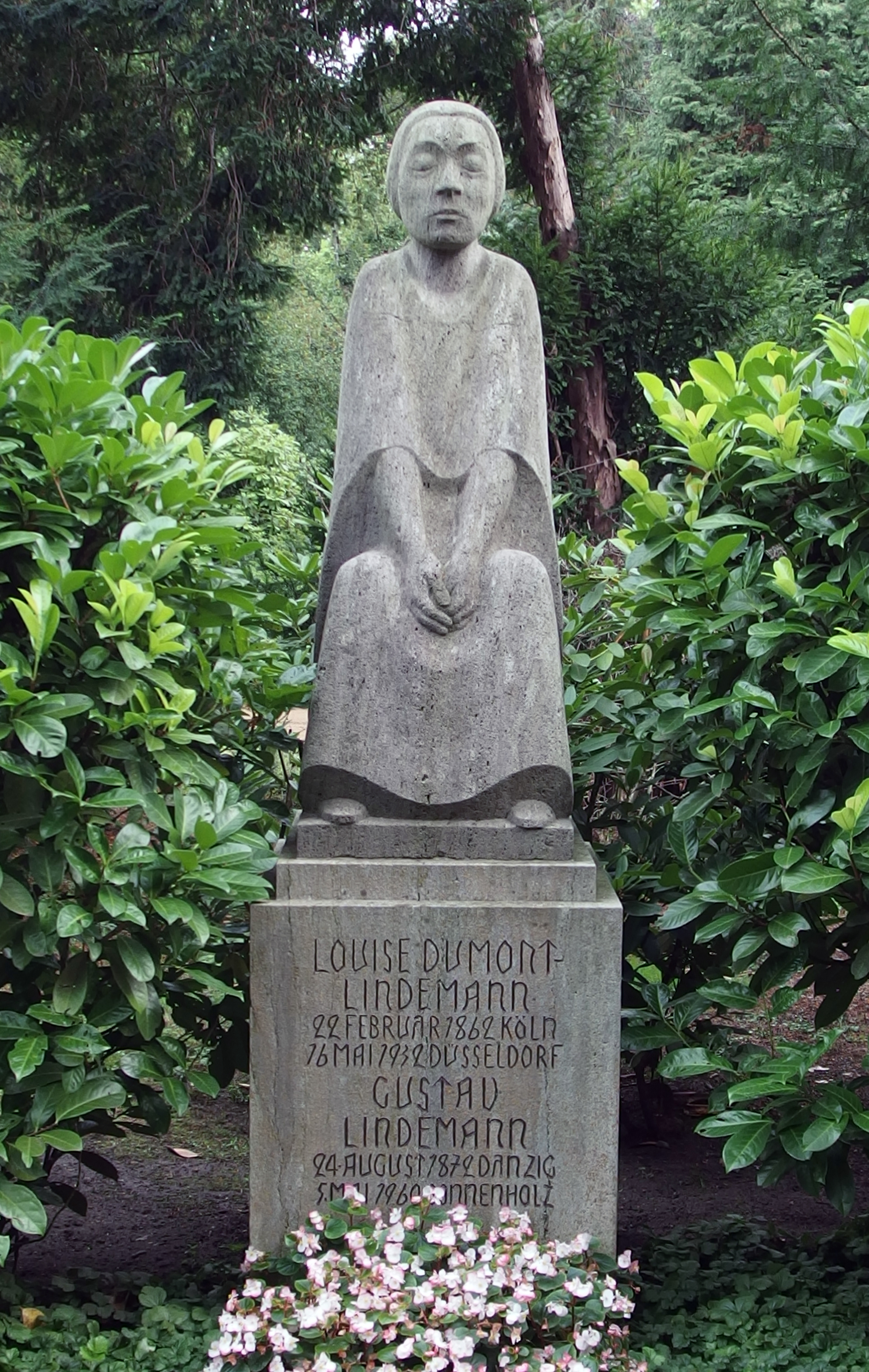
Skulptur Louise Dumont, Grab Dumont-Lindemann, Nordfriedhof Düsseldorf
Hamburger Ehrenmal: Trauernde Mutter mit Kind, Relief (1931, Rekonstruktion 1949)
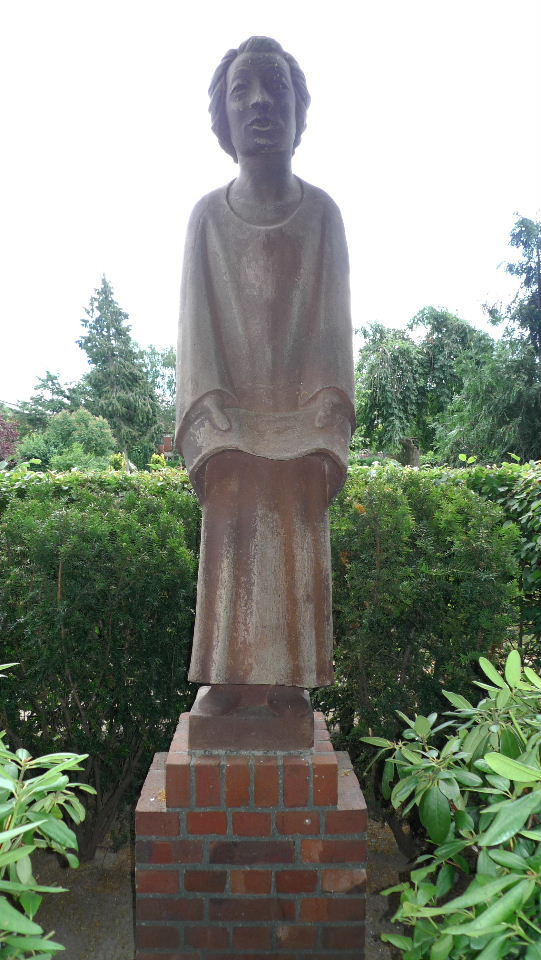
Der singende Klosterschüler (1931) – Barlach-Grabmal in Ratzeburg
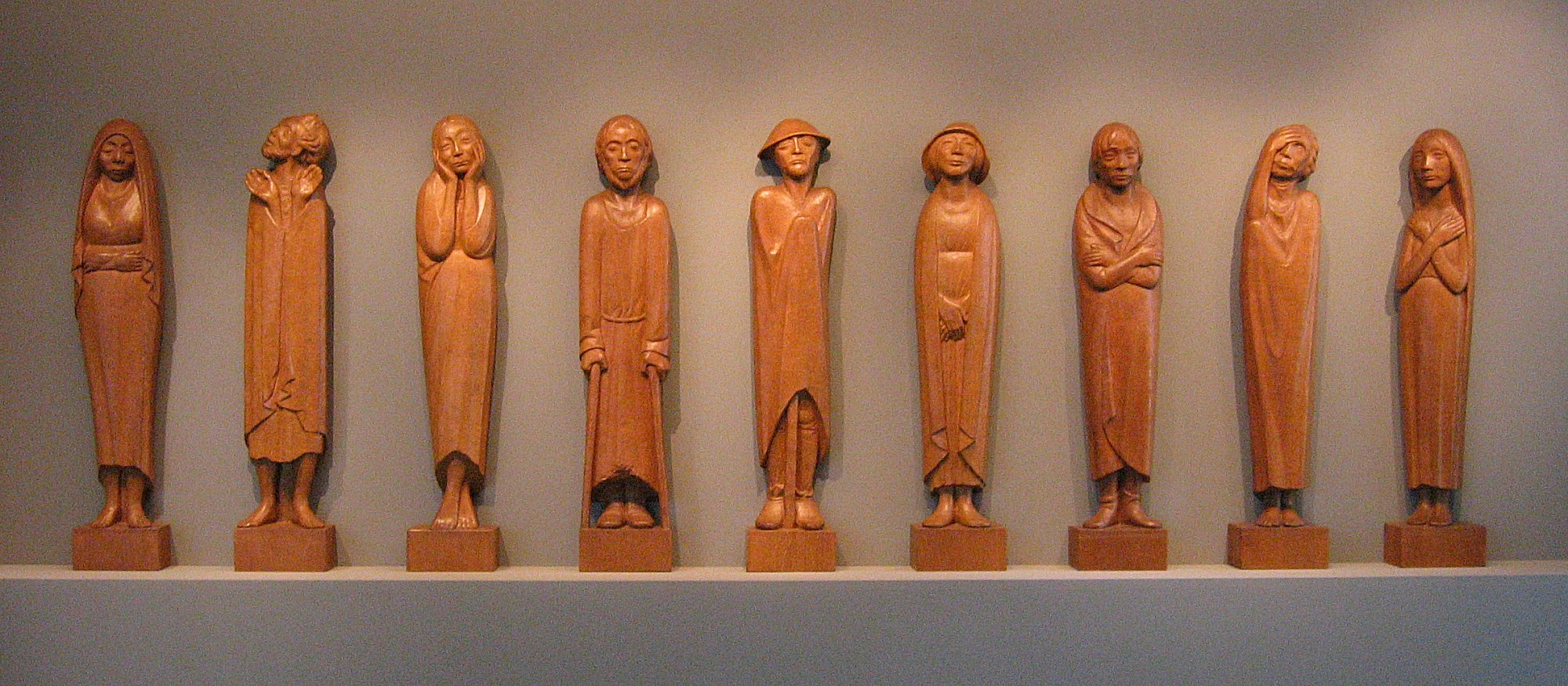
Der Fries der Lauschenden (1930–1935)
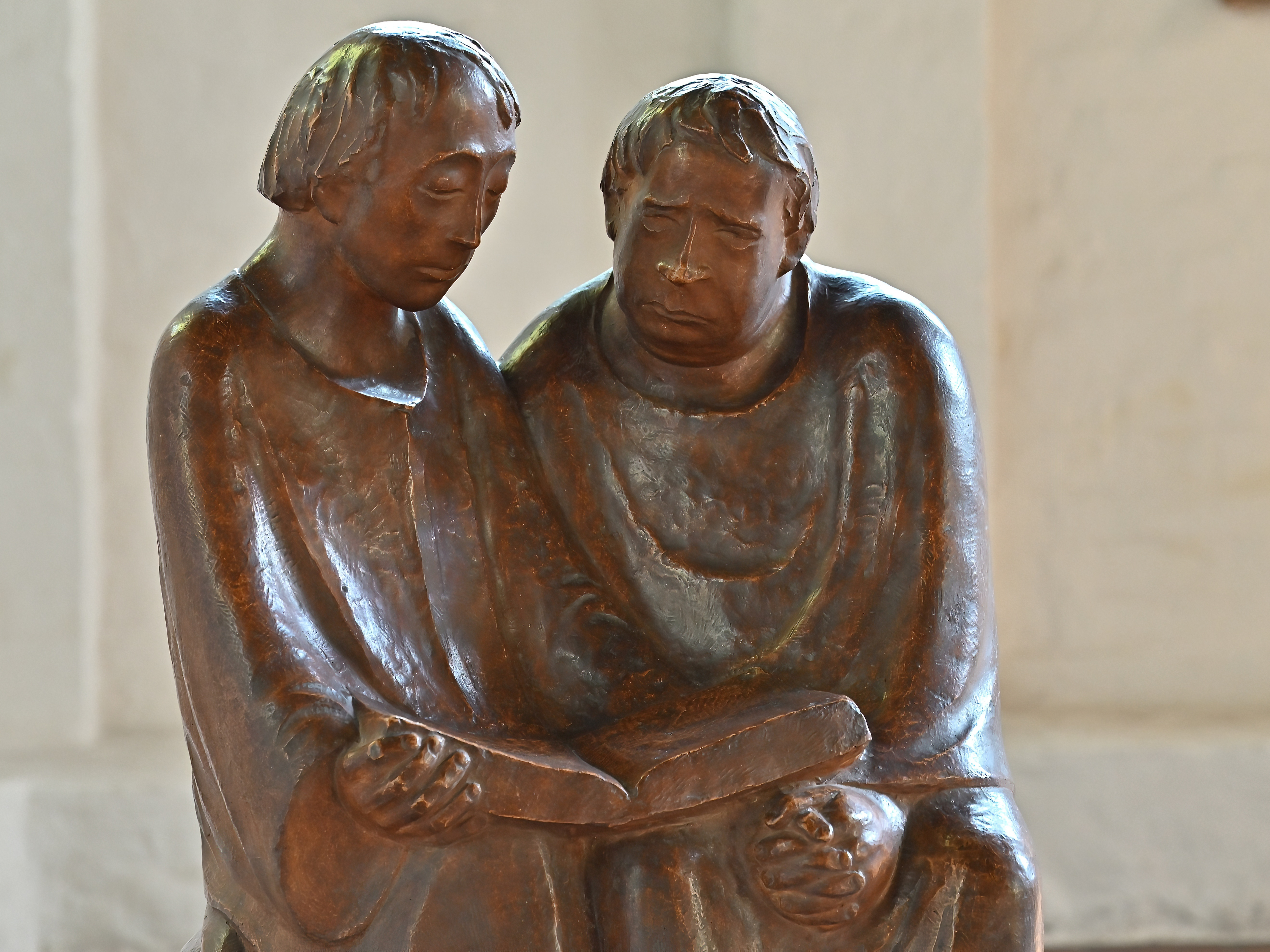
Lesende Mönche (Gertrudenkapelle Güstrow)

### Werke in der Bildenden Kunst (Auswahl)

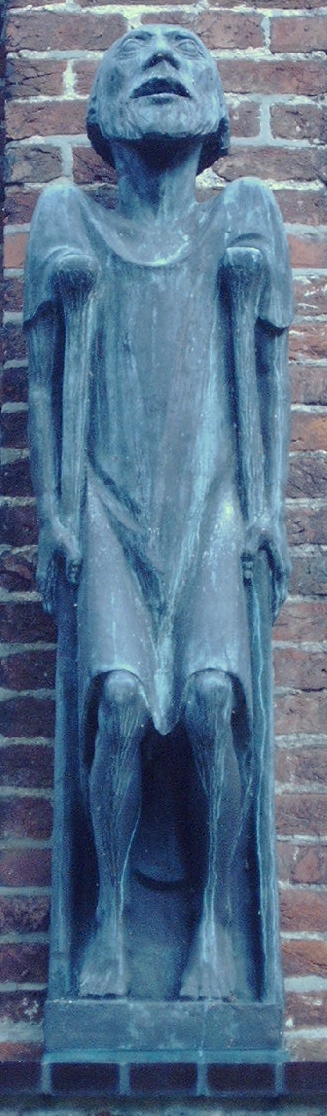
Der Bettler (1930) – Bronzeguss einer Statue im Kloster-Innenhof des Ratzeburger Doms

- 1908: Sitzendes Weib. Nürnberg, Germanisches Nationalmuseum, Pl 3048, 1689 (Leihgabe aus Privatbesitz), Fichtenholz, 20,5 × 17,2 × 10 cm
- 1918: Kruzifix II (Werkverzeichnis Laur II 265). Abgüsse in der Elisabethkirche in Marburg, im Güstrower Dom, in der St.-Georg-Kirche in Lübeck-Travemünde (jetzt in der Propsteikirche Herz Jesu Lübeck), in der St.-Remberti-Kirche Bremen und in der Kölner Antoniterkirche.
- 1920: Mutter Erde Grabmal Biesel auf dem Hauptfriedhof Stettin, 1967 Überführung nach Güstrow
- 1923: Walpurgisnacht. Buch mit 20 Holzschnitten nach der Walpurgisnacht aus Goethes Faust 1
- 1926: Das Wiedersehen (Christus und Thomas). Holzversion, Staatliches Museum Schwerin, 103 cm hoch[15]
- 1927: Güstrower Ehrenmal. Dom zu Güstrow und Kölner Antoniterkirche (Der Schwebende)
- 1928: Der singende Mann. Nürnberg, Germanisches Nationalmuseum, Pl 3188, 1689 (Leihgabe der Stadt Nürnberg), Bronze, 50 × 47 × 42 cm
- 1928: Der Geistkämpfer. Neben dem Eingangsportal der Nikolaikirche Kiel
- 1929: Magdeburger Ehrenmal. Magdeburger Dom, Figurengruppe
- 1930: Lesender Klosterschüler
- 1930: Frau im Wind, Bettler (Bronzeguss Nr. 3/8 seit August 2007 im Kreuzgang des St.-Paulus-Doms zu Münster), Singender Klosterschüler aus dem Fries Gemeinschaft der Heiligen, Klinkerskulpturen am Westwerk der Lübecker Katharinenkirche, hergestellt bei der Ilse Bergbau AG
- 1931: Hamburger Ehrenmal: Trauernde Mutter mit Kind. 1949 rekonstruiert
- 1931: Der lehrende Christus (Werkverzeichnis: Laur 474; Schult 373). Ein Abguss schmückt das Grabmal des Malers Christian Rohlfs (1849–1938) in Hagen, ein weiterer gelangte in das Stedelijk van Abbe-Museum in Eindhoven. Nach dem Zweiten Weltkrieg fand der dritte Abguss Aufstellung in der Christuskirche Hamburg-Othmarschen. Der vierte Abguss befindet sich in der Eingangshalle des Hauses der Kirche in Kassel. Ein weiterer Abguss steht im Südschiff der Kölner Antoniterkirche.
- 1931: Das Kruzifix in der Elisabethkirche (Marburg), das der Kirche zum 700. Todestag Elisabeths gestiftet wurde.
- 1931: Die Trauernden – Grabmal Reuss im Schlosspark Ebersdorf in Thüringen.
- 1932: Lesende Mönche. Die Figuren der in ihre Lektüre vertieften Mönche schuf Barlach aus Eichenholz. Das Werk steht in der Nationalgalerie Berlin.
- 1934: Der Wanderer im Wind. Mit dieser Plastik richtete Barlach sich gegen den Nationalsozialismus.
- 1935: Fries der Lauschenden. Neun Holzfiguren im Auftrag von Hermann F. Reemtsma. Ernst Barlach Haus, Hamburg
- 1936: Der Buchleser. Bronze. Schwerin, Staatliches Museum

### Werke in der Literatur
- Der tote Tag. Drama in 5 Akten. Verlag Paul Cassirer, Berlin 1912, DNB 579137309 (Neueste Ausgabe: Faber & Faber, Leipzig 2011. ISBN 978-3-86730-085-8).
- Der arme Vetter. Drama. Verlag Paul Cassirer, Berlin 1918, DNB 579137317 (online – Neueste Ausgabe: Reclam, Stuttgart 1992. ISBN 3-15-008218-8).
- Die echten Sedemunds. Drama. Verlag Paul Cassirer, Berlin 1920, DNB 579137287 (online).
- Der Findling. Ein Spiel in 3 Stücken. Verlag Paul Cassirer, Berlin 1922, DNB 579137252, urn:nbn:de:gbv:8:2-1308704.
- Die Sündflut. Drama in 5 Teilen. Verlag Paul Cassirer, Berlin 1924, DNB 579137295 (online).
- Der blaue Boll. Drama. Verlag Paul Cassirer, Berlin 1926, DNB 579137236 (online).
- Ein selbsterzähltes Leben. Verlag Paul Cassirer, Berlin 1928, DNB 579137279 (online).
- Die gute Zeit. 10 Akte. Verlag Paul Cassirer, Berlin 1929, DNB 579137341.
- Fragmente aus sehr früher Zeit. Ulrich Riemerschmidt Verlag, Berlin 1939, DNB 572133014 (online).
- Güstrower Tagebuch im Auszug. 1914–1917. o. A., Verden (Aller) 1943, DNB 57213309X.
- Seespeck. (Nach Ernst Barlachs nachgelassener Handschrift). Suhrkamp Verlag, Berlin/Frankfurt am Main 1948, DNB 450232905 (online).
- Der gestohlene Mond. (Nach Ernst Barlachs nachgelassener Handschrift). Suhrkamp Verlag, Berlin/Frankfurt am Main 1948, DNB 450232883 (online).
- Der Graf von Ratzeburg. Schauspiel. Grillen-Presse, Hamburg 1951, DNB 450232891.
- Russisches Tagebuch. In: Ernst Barlach: Das dichterische Werk. Band 2. Verlag Piper, München 1958, DNB 7570014-1 (Geschrieben 1906).

## Philatelistisches
Mit dem Erstausgabetag 2. Januar 2020 gab die Deutsche Post AG zum 150. Geburtstag Ernst Barlachs ein Sonderpostwertzeichen im Nennwert von 270 Eurocent heraus. Der Entwurf stammt vom Grafiker Thomas Mayfried aus München.

## Rezeption
- Barlach in Güstrow, Novelle von Franz Fühmann (1968)
- Barlach-Lied von Wolf Biermann;[17] Biermann nimmt hier Bezug auf Barlachs Werk Der Schwebende[18]
- Barlach Zyklus von Mikesch van Grümmer (1989)[19]
- Komposition cantus angelicus für Violine solo altern. Viola solo – In Gedanken an Ernst Barlach „der schwebende Engel im Dom zu Güstrow“[20] von Volkmar Fritsche (2016)
- Ernst-Barlach-Schulen im gesamten Bundesgebiet

### Rezeption und Ehrung Barlachs in der DDR
In der Sowjetischen Besatzungszone bzw. der DDR stand Barlach in Ehren. Im Kulturbund der DDR gab es einen Arbeitskreis zur Pflege des Werks Barlachs. Barlach gehörte zum kunstgeschichtlichen Lehrstoff der Erweiterten Oberschule. Ausstellungen gab es u. a. 1947 im Volksmuseum Schwerin und 1951/1952 in der Deutschen Akademie der Künste. 1970 edierte die Deutsche Post eine Briefmarke zu Ehren Barlachs, und 1988 wurde ein 5-Mark Münze zu Ehren Barlachs ausgegeben. Straßen wurden nach Barlach benannt.
1966 produzierte die DEFA unter der Regie Ralf Kirstens nach der Novelle Das schlimme Jahr von Franz Fühmann den Ernst Barlach gewidmeten Spielfilm Der verlorene Engel. Nach Zurückstellung und Zensurschnitten kam er erst 1971 in der DDR zur Aufführung. 1987 entstand unter der Regie von Klaus Schulze der DEFA-Dokumentarfilm Ernst Barlach in Güstrow.
Zu den Kritikern Barlachs zählte unter anderem der Leipziger Professor für Kunstgeschichte Kurt Magritz, der zu Beginn der 1950er Jahre seinem Werk nihilistische und formalistische Tendenzen vorwarf.

### Autobiografie und Briefe
- Ein selbsterzähltes Leben. Paul Cassirer, Berlin 1928. Mit 25 Illustrationen und 83 Abbildungen auf Tafeln (Fotografien von Barlachs Werken) – Nachgedruckt 1948 und 1962, Piper & Co Verlag, München.
- Frühe und späte Briefe. Hrsg. von Paul Schurek und Hugo Sieker. Claasen, Hamburg 1962.
- Die Briefe 1888–1938. In zwei Bänden. Hrsg. von Friedrich Dross. Piper, München 1968–1969.
- Ernst Barlach. Die Briefe. Kritische Ausgabe in vier Bänden. Hrsg. von Holger Helbig u. a. Suhrkamp, Berlin 2019, ISBN 978-3-518-42877-1. Bd. 2: (books.google.de)
- Ein selbsterzähltes Leben & Güstrower Fragmente. Marix Verlag, Wiesbaden 2009, ISBN 978-3-86539-209-1.

### Monographien
nach Autoren / Herausgebern alphabetisch geordnet 
- Ernst Barlach. Das druckgraphische Werk. Dore und Kurt-Reutti-Stiftung, 1968 (Sammlungs-Katalog der Kunsthalle Bremen 4)

- Heidi Beutin, Wolfgang Beutin, Heinrich Bleicher-Nagelsmann, Holger Malterer (Hrsg.): Ernst Barlach (1870–1938). Sein Leben, sein Schaffen, seine Verfolgung in der NS-Diktatur. Peter Lang, Frankfurt am Main 2009, ISBN 978-3-631-58817-8.
- Wolfgang Beutin: Barlach oder Der Zugang zum Unbewussten. Eine kritische Studie. Königshausen und Neumann, Würzburg 1994, ISBN 3-88479-988-6.
- Brigitte Birnbaum: Ernst Barlach – Annäherungen. Demmler Verlag, Schwerin 1996, ISBN 3-910150-32-2.
- Rosemarie Clausen: Barlach. 2. Auflage. Christian Wegner, Hamburg 1966. (Fotografien)
- Ditte Clemens: Marga Böhmer, Barlachs Lebensgefährtin. Demmler Verlag, Schwerin 1996, ISBN 3-910150-35-7.
- Tom Crepon: Leben und Leiden des Ernst Barlach. Rostock: VEB Hinstorff Verlag Rostock, 1988
- Gunnar Decker: Ernst Barlach – Der Schwebende. Eine Biographie. Siedler, München 2019, ISBN 978-3-8275-0106-6.
- Jürgen Doppelstein (Hrsg.): Barlach und Goethe. Ausstellungskatalog. Seemann, Leipzig 1997, ISBN 3-363-00665-9.
- Johann Wolfgang von Goethe: Gedichte. Mit Steinzeichnungen von Ernst Barlach. Edition Leipzig, Leipzig 1978.
- Naomi J. Groves: Ernst Barlach, Leben im Werk. Plastiken, Zeichnungen und Graphiken, Dramen, Prosawerke und Briefe (Auswahl). 9., veränderte Aufl. Verlag Langewiesche, Königstein/T. 2013 (Die Blauen Bücher), ISBN 978-3-7845-4154-9.
- Carl Georg Heise: Ernst Barlach: Der Figurenschmuck von St. Katharinen Lübeck. Reclam, Stuttgart 1956 (= Reclams Universalbibliothek B 9002)
- Klaus Hupp: Der Kieler Geistkämpfer von Ernst Barlach. Darstellung, Deutung und Geschichte. Husum Druck- u. Verlagsges., Husum 1992, ISBN 3-88042-609-0.
- Elmar Jansen (Hrsg.): Ernst Barlach. Prosa aus vier Jahrzehnten. Union Verlag Berlin, 1963
- Elmar Jansen: Ernst Barlach – Käthe Kollwitz. Berührungen, Grenzen, Gegenbilder. Union Verlag, Berlin 1989, ISBN 3-372-00257-1.
- Elmar Jansen (Hrsg.): Die Ernst Barlach Museen. Güstrow, Ratzeburg, Hamburg, Wedel. E. A. Seemann, Leipzig 1998, ISBN 3-363-00682-9.
- Elmar Jansen (Hrsg.): Ernst Barlach Graphik – 48 Lithographien und Holzschnitte. Insel-Verlag, Leipzig 1974. – Insel-Bücherei 917
- Elmar Jansen (Hrsg.): Ernst Barlach. Werk und Wirkung. Union Verlag Berlin. 1975
- Elmar Jansen (Hrsg.): Friedrich Schult: Barlach im Gespräch. Insel Verlag Anton Kippenberg, Leipzig, 1985
- Harald Knobling: Studien zum zeichnerischen Werk Ernst Barlachs 1892–1912 (= Manuskripte für Kunstwissenschaft in der Wernerschen Verlagsgesellschaft 26). Wernersche Verlagsgesellschaft, Worms 1989. ISBN 978-3-88462-925-3
- Catherine Krahmer: Ernst Barlach, mit Selbstzeugnissen und Bilddokumenten. Rowohlt, Reinbek 1984 (Jan. 2002 in 8. Aufl.), ISBN 3-499-50335-2.
- Elisabeth Laur: Ernst Barlach, die Druckgraphik. (Werkverzeichnis 1). Seemann, Leipzig 2001.
- Antje Löhr-Sieberg, Annette Scholl unter Mitarbeit von Anselm Weyer (Hrsg.): Barlachs Engel – Stimmen zum Kölner „Schwebenden“. Greven Verlag, Köln 2011, ISBN 978-3-7743-0481-9.
- Wolfgang Maier-Preusker: Ernst Barlach (1870–1938). Biographische Notizen und Dokumentation der Holzschnitte zum Drama „Der Findling“ von 1922. Selbstverlag, Wien 2003.
- Friedhelm Niggemeier: Begegnungen. Alfred Andersch und Ernst Barlach: „Sansibar oder der letzte Grund“ und „der Lesende Klosterschüler“. Book on Demand Verlag, Norderstedt 2010, ISBN 978-3-8391-7071-7.
- Curd Ochwadt (Hrsg.): Ernst Barlach, Hugo Körtzinger und Hermann Reemtsma, Briefwechsel. Ein Beitrag zur Biographie der letzten Lebensjahre Ernst Barlachs mit 30 bisher unveröffentlichten Briefen Barlachs. Hejo-Verlag, Hannover 1988, ISBN 3-924212-02-3.
- Peter Paret: Ein Künstler im Dritten Reich. Ernst Barlach 1933–1938. Wjs-Verlag, Berlin, 2006, ISBN 3-937989-15-3.
- Andrea Rudolph: Die Hexe als Mythos. Der Zweifel und der Wille zum Selbst. Hexenfiguren im Werk von Ernst Barlach. Mit einem begleitenden Beitrag von Marion Marquardt. Dettelbach b. Würzburg 1998.
- Friedrich Schult: Barlach im Gespräch. Insel-Verlag, Leipzig 1985
- Friedemann Steiger: Landschaft einer Seele. Betrachtungen zu und mit Ernst Barlach. Leipzig 1990. ISBN 3-7462-1228-6
- Hans Weingartz: „Der Schwebende“ – Bilder einer Ernst Barlach Ausstellung im Ratzeburger Dom. Kid Verlag, 2011, ISBN 978-3-929386-32-5.

### Aufsätze
nach Autoren / Herausgebern alphabetisch geordnet 
- Walter Arnold: Ernst Barlachs „Geistkämpfer“ – ein Roland für Kiel? In: Nordelbingen, Bd. 84, 2015, S. 165–200.
- Lexikon der Kunst. Bd. 1 (1987), S. 404–406.
- Wolfgang Maier-Preusker in: Buch- und Mappenwerke mit Grafik des Deutschen Expressionismus. Wien 2006.
- Gunnar Müller-Waldeck, Vom Heidberghaus nach Sansibar. Ernst Barlachs Leben und Werk als literarisches Sujet. In: Sinn und Form 6/2022, S. 829–840.
- Ursula Peters: Moderne Zeiten. Die Sammlung zum 20. Jahrhundert. In Zusammenarbeit mit Andrea Legde. Nürnberg 2000 (Kulturgeschichtliche Spaziergänge im Germanischen Nationalmuseum. Bd. 3), S. 81–83.
- Hans-Joachim Sandberg: „Ewig derselbe in immer anderer Form.“ Barlach im Banne des Schwebenden. WfB Verlagsgruppe, 2006, ISBN 978-3-86672-020-6.
- Karl Scheffler: Selbststilisierung. In: ders. Die fetten und die mageren Jahre. Leipzig 1946, S. 118–140.
- Ulrich Schulte-Wülwer: Die Barlach Rezeption in Flensburg. In: Elisabeth Laur, Volker Probst (Hrsg.): Ernst Barlach. Wege und Wandlungen. 2002 (Schriften der Ernst Barlach Stiftung, Reihe B, Nr. 11) S. 80–98.
- Gustav Seitz: Barlachs Ehrenmal im Magdeburger Dom. In: Bildende Kunst, Berlin, 6/1957, S. 384–386
- Leonie von Wilckens: Barlach, Ernst Heinrich. In: Neue Deutsche Biographie (NDB). Band 1, Duncker & Humblot, Berlin 1953, ISBN 3-428-00182-6, S. 591–593 (Digitalisat).
- Paul Onasch u. a. (Hrsg.): Barlach revisited. Eine kritische Bestandsaufnahme. (Aufsatzsammlung). Wallstein, Göttingen 2021. ISBN 978-3-8353-3930-9

## Film
- Verloren Daheim, Ernst Barlach – Künstler in dunkler Zeit. Ein Film von Vera Botterbusch, 45 Min. BR 1945